# Прапор Монастириського району
Пра́пор Монастири́ського райо́ну — офіційний символ Монастириського району Тернопільської області, затверджений 11 вересня 2007 року рішенням сесії Монастириської районної ради.
Автор проекту — А. Гречило.

## Опис
Прапор являє собою прямокутне полотнище зі співвідношенням ширини до довжини 2:3, що складається з п'яти вертикальних смуг, розділених ламано — синьої, жовтої, голубої, білої та синьої (співвідношення їхніх ширин по середніх лініях поділу — 6:4:4:4:6).

## Символіка
Смуги утворюють літеру «М» і вказують на назву району. Золота смуга символізує річку Золота Липа, синя означає річку Дністер, а срібна позначає річку Коропець. Це дві основні річки, які перетинають територію Монастирщини і впадають у Дністер.